# Enzo G. Castellari
Enzo G. Castellari, né Enzo Girolami, est un réalisateur, scénariste, acteur, monteur et producteur de cinéma italien né le 29 juillet 1938 à Rome (Italie). Il est célèbre pour avoir dirigé dans les années 1960 de nombreux westerns spaghetti tels que Je vais, je tire et je reviens, Django porte sa croix ou encore Tuez-les tous... et revenez seul !. Son film Keoma, réalisé en 1976, apparaît comme le dernier grand western spaghetti, les productions futures n'étant que des films à bas budget qui ne connaîtront qu'un très faible succès.
Son style particulier présente de manière récurrente des scènes de violence explicite, des combats au pistolet, ainsi qu'une utilisation fréquente du ralenti. Il est par ailleurs réputé pour superviser toutes les étapes de la production de ses films et ainsi leur conférer une empreinte personnelle.
Enzo G. Castellari parle l'italien, le français, l'anglais et l'espagnol mais ses films sont tournés en anglais et ne sont pas doublés en italien, contrairement à la plupart des westerns spaghetti.

## Biographie
Fils du réalisateur Marino Girolami, il effectue des petits rôles en tant qu'acteur dès l'âge de six ans. Il étudie ensuite à l'université de Rome et devient diplômé d'architecture, puis exercera de nombreux métiers de l'industrie cinématographique: assistant de production, scripte, scénariste...
En 1966, il assiste Leon Klimovsky dans la réalisation de Quelques dollars pour Django, un western spaghetti avec Anthony Steffen. Un an plus tard, il réalise son premier film entièrement à son nom et connaît un franc succès public et critique avec Je vais, je tire et je reviens. Il réalise ensuite quatre westerns spaghetti dans la foulée, dont une suite non officielle de Django.
En 1969, son cinquième film, Sur ordre du Führer, mobilise d'importants moyens techniques tels que des avions et des véhicules blindés ainsi que des stars du moment comme Luigi Pistilli. Le film est un succès et le fait connaître à l'étranger.
En 1976, alors que les westerns spaghetti sont considérés comme démodés, Castellari réalise Keoma, une sorte de film-testament qui laissa un temps supposer un retour en force du genre mais ne fut qu'une réussite isolée.
Les années 1980 marquent des collaborations avec la télévision ainsi que Les Guerriers du Bronx, un film d'anticipation qui témoigne d'une distance prise avec son genre de prédilection. Mais il y revient en 1993 avec Jonathan degli orsi, un western tourné dans une base soviétique en Sibérie qui nécessita la reconstitution d'un village indien.
En 1997, il tourne une série en trois épisodes intitulée Le Désert de feu, où figurent d'immenses stars du cinéma telles que Claudia Cardinale, Alain Delon, Vittorio Gassman, Franco Nero ou Giuliano Gemma. Il réalise ensuite Gli Angeli dell'isola verde, un western moderne réalisé en 2001 mais non diffusé à l'étranger. On le retrouve dans le rôle d'un officier nazi dans Inglourious Basterds de Quentin Tarantino, lequel a souhaité lui rendre hommage. La même année, Castellari réalise un film au nom approchant, situé dans les Antilles : Caribbean Basterds.
En 2015, il devient président du jury du Festival européen du film fantastique de Strasbourg.

## Filmographie

### Réalisateur
- 1966 : Quelques dollars pour Django (Pochi dollari per Django)
- 1967 : Je vais, je tire et je reviens (Vado... l'ammazzo e torno)
- 1967 : Sept Winchester pour un massacre (Sette winchester per un massacro)
- 1968 : Aujourd'hui ma peau, demain la tienne (I Tre che sconvolsero il West - vado, vedo e sparo)
- 1968 : Django porte sa croix (Quella sporca storia nel west)
- 1968 : Tuez-les tous... et revenez seul ! (Ammazzali tutti e torna solo)
- 1969 : Sur ordre du Führer (La battaglia d'Inghilterra)
- 1971 : Gli occhi freddi della paura
- 1972 : Te Deum (Tedeum)
- 1973 : Le Témoin à abattre (La polizia incrimina, la legge assolve)
- 1974 : Un citoyen se rebelle (Il cittadino si ribella)
- 1974 : Les Proxénètes (Ettore lo fusto)
- 1976 : Keoma
- 1976 : Big Racket (Il grande racket)
- 1976 : Dites-le avec des oignons (Cipolla Colt)
- 1976 : La Grande Débandade (Le avventure e gli amori di Scaramouche)
- 1977 : Action immédiate (La via della droga)
- 1977 : Une poignée de salopards (Quel maledetto treno blindato)
- 1979 : Les Chasseurs de monstres (Il cacciatore di squali)
- 1979 : La Diablesse (Sensitività)
- 1980 : Cobra (Il giorno del cobra)
- 1981 : La Mort au large (L'ultimo squalo)
- 1982 : Les Nouveaux Barbares (I nuovi barbari)
- 1982 : Les Guerriers du Bronx (1990: I guerrieri del Bronx)
- 1983 : Les Guerriers du Bronx 2 (Fuga dal Bronx)
- 1984 : Touareg, le Guerrier du désert (Tuareg - Il guerriero del deserto)
- 1985 : Colpi di luce
- 1987 : Striker
- 1987 : Hammer (Hammerhead)
- 1989 : Sinbad (Sinbad of the Seven Seas)
- 1990 : Detective Extralarge (it) (feuilleton télé)
- 1993 : Jonathan degli orsi
- 1996 : Le Retour de Sandokan (Il ritorno di Sandokan) (feuilleton télé)
- 1997 : Le Désert de feu (Deserto di fuoco) (feuilleton télé)
- 2000 : Gioco a incastro (téléfilm)
- 2001 : Gli angeli dell'isola verde (série télé)
- 2009 : Caribbean Basterds (Caraibi & bastardi)

### Scénariste
- 1967 : Je vais, je tire et je reviens (Vado... l'ammazzo e torno)
- 1967 : Sept Winchester pour un massacre (Sette winchester per un massacro)
- 1968 : Django porte sa croix (Quella sporca storia nel west)
- 1968 : Tuez-les tous... et revenez seul ! (Ammazzali tutti e torna solo)
- 1969 : Sur ordre du Führer (La battaglia d'Inghilterra)
- 1971 : Gli occhi freddi della paura
- 1972 : Te Deum (Tedeum)
- 1973 : Le Témoin à abattre (La polizia incrimina la legge assolve)
- 1974 : Les Proxénètes (Ettore lo fusto)
- 1976 : Keoma
- 1976 : Big Racket (Il grande racket)
- 1976 : La Grande Débandade (Le avventure e gli amori di Scaramouche)
- 1982 : Les Nouveaux Barbares (I nuovi barbari)
- 1982 : Les Guerriers du Bronx (1990: I guerrieri del Bronx)
- 1983 : Les Guerriers du Bronx 2 (Fuga dal Bronx)
- 1984 : Touareg, le Guerrier du désert
- 1985 : Colpi di luce
- 1987 : Hammer (Hammerhead)
- 1989 : Sinbad (Sinbad of the Seven Seas)
- 1990 : Detective Extralarge (it) (feuilleton télé)
- 1993 : Jonathan degli orsi

### Acteur
- 1959 : Un canto nel deserto de Marino Girolami
- 1963 : Les Motorisées (Le motorizzate) de Marino Girolami
- 1966 : Quelques dollars pour Django (Pochi dollari per Django) : premier assaillant
- 1968 : Un colt et le diable (Anche nel west c'era una volta Dio)
- 1973 : Le Témoin à abattre (La polizia incrimina la legge assolve) : un reporter
- 1974 : Un citoyen se rebelle (Il cittadino si ribella) : un quidam menacé par un des braqueurs sur le port.
- 1976 : Big Racket (Il grande racket) : un commerçant peureux
- 1976 : Dites-le avec des oignons (Cipolla Colt) : l'adjoint du shérif
- 1977 : Action immédiate (La via della droga) : un policier en civil à Amsterdam
- 1977 : Une poignée de salopards (Quel maledetto treno blindato) : un officier allemand
- 1979 : Les Chasseurs de monstres (Il cacciatore di squali) : le tueur
- 1979 : La Diablesse (Sensitività) : détective
- 1980 : Cobra (Il giorno del cobra) : le voyou de l'entrepôt
- 1982 : Les Nouveaux Barbares (I nuovi barbari) : l'homme mourant dans la voiture
- 1982 : Les Guerriers du Bronx (1990: I guerrieri del Bronx) : vice-président
- 1983 : Le Souffle de la guerre (The Winds of War) (feuilleton TV) : Benito Mussolini
- 1983 : Les Guerriers du Bronx 2 (Fuga dal Bronx) : opérateur radio à la moustache
- 1984 : Touareg, le Guerrier du désert (Tuareg - Il guerriero del deserto) : gardien de prison
- 1985 : Cobra Mission : major Morris
- 1987 : Striker : homme abattu dans la rue
- 2005 : Piano 17 (it) : gardien de banque 2
- 2009 : Caribbean Basterds : un général nazi

### Monteur
- 1963 : Queste pazze, pazze donne (it) de Marino Girolami
- 1963 : Les Motorisées (Le motorizzate) de Marino Girolami
- 1965 : Veneri al sole (it) de Marino Girolami
- 1966 : Veneri in collegio (it) de Marino Girolami

### Producteur
- 1967 : Sept Winchester pour un massacre (Sette winchester per un massacro)
- 1989 : Sinbad (Sinbad of the Seven Seas)